# 1r districte congressual d'Alabama
El 1r districte congresional és un districte congressual que tria un Representant per a la Cambra de Representants dels Estats Units per l'estat d'Alabama. Segons l'Oficina del Cens, l'any 2011 el districte tenia 682277 habitants. Actualment el districte està representat pel republicà Jo Bonner.

## Geografia
El 1r districte congressual està situat en les coordenades 31° 0′ 31″ N, 87° 47′ 52″ O / 31.00861°N,87.79778°O.

## Demografia
Segons l'Oficina del Cens dels Estats Units, l'any 2011 hi havia 682277 persones residint en el 1r districte congresional. Dels 682277 habitants, el districte estava compost per 470009 (el 68.9%) blancs; d'aquests, 462634 (el 67.8%) eren blancs no llatins o hispans. A més, 188701 (el 27.7%) eren afroamericans o negres, 7664 (l'1.1%) eren natius d'Alaska o amerindis, 9094 (l'1.3%) eren asiàtics, 73 (el 0%) eren natius de Hawaii o illencs del Pacífic, 5454 (el 0.8%) eren d'altres races i 8657 (l'1.3%) pertanyien a dues o més races. Del total de la població 18039 (el 2.6%) eren hispans o llatins de qualsevol raça; 9641 (l'1.4%) eren d'ascendència mexicana, 1406 (el 0.2%) porto-riquenya i 991 (el 0.1%) cubana. A més de l'anglès, 712 (el 2.4%) persones majors de cinc anys parlaven espanyol perfectament.
El nombre total de llars en el districte era de 260593, i el 69.3% eren famílies en les quals el 29.6% tenien menors de 18 anys vivint amb ells. De totes les famílies vivint en el districte, només el 49.1% eren matrimonis. Del total de llars en el districte, el 3.5% eren parelles que no estaven casades, mentre que el 0.5% eren parelles del mateix sexe. La mitjana de persones per llar era de 2.56.
L'any 2011 els ingressos mitjans per llar en el districte congresional eren de 43144$, i els ingressos mitjans per família eren de 66174$. Les llars que no formaven una família tenien uns ingressos de 82107$. El salari mitjà a temps complet per als homes era de 43533$ i de 30903$ per a les dones. La renda per capita per al districte era de 22802$. Al voltant del 15.1% de la població estaven per sota del Llindar de pobresa.